# Clavella alata
Clavella alata är en kräftdjursart som beskrevs av Alessandro Brian 1906. Clavella alata ingår i släktet Clavella och familjen Lernaeopodidae. Arten har ej påträffats i Sverige. Inga underarter finns listade i Catalogue of Life.